# She-Ra und die Rebellen-Prinzessinnen/Episodenliste
Diese Episodenliste enthält alle Episoden der US-amerikanischen Zeichentrickserie She-Ra und die Rebellen-Prinzessinnen. Zwischen 2018 und 2020 entstanden in fünf Staffeln insgesamt 52 Episoden.

## Übersicht
| Staffel | Episodenanzahl | Erstausstrahlung  | Quelle |
| ------- | -------------- | ----------------- | ------ |
| 1       | 13             | 13. November 2018 | [ 1 ]  |
| 2       | 7              | 26. April 2019    | [ 2 ]  |
| 3       | 6              | 2. August 2019    | [ 3 ]  |
| 4       | 13             | 5. November 2019  | [ 4 ]  |
| 5       | 13             | 15. Mai 2020      | [ 5 ]  |

## Staffel 1
| Nr. (ges.) | Nr. (St.) | Deutscher Titel                      | Originaltitel              | Regie           | Drehbuch                                              |
| --- | --------- | ------------------------------------ | -------------------------- | --------------- | ----------------------------------------------------- |
| 1 | 1         | Das Schwert – Teil 1                 | The Sword Part 1           | Adam Henry      | Noelle Stevenson                                      |
| Adora ist Kadettin der Horde, einer Armee, die den Planeten Etheria unterwerfen will. Sie wuchs in einem isolierte Leben in der Schreckenszone auf und wird zum Force Captain befördert. Ihre beste Freundin Catra steht dabei stets in Adoras Schatten. Die Horde bekommt den Befehl, am Folgetag das eigentlich sehr friedliche Dorf Thaymor zu stürmen. Catra wird es nicht gestattet, mitzukommen, was sie deprimiert. Um sie aufzumuntern, fliegt Adora mit ihr heimlich in die Whispering Woods. Nach einer Bruchlandung findet Adora ein Schwert und hat eine seltsame Vision, als sie es berührt. Catra weckt sie auf, das Schwert ist verschwunden. In der nächsten Nacht lässt sie das Erlebnis nicht los, weswegen sie allein erneut in den Wald zieht und Catra zurücklässt. Sie findet das Schwert, trifft jedoch auf Bow und Glimmer, die der Prinzessinnen-Rebellion angehören. Bow und Glimmer können Adora überwältigen und wollen sie nach Bright Moon, Glimmers Heimat, bringen. Jedoch werden alle drei von einer riesigen Spinne angegriffen. Adora gelingt es, das Schwert zu ergreifen, wodurch sie sich kurz in eine Art Kriegerin verwandelt und die Spinne vertreiben kann. |           |                                      |                            |                 |                                                       |
| 2 | 2         | Das Schwert – Teil 2                 | The Sword Part 2           | Jen Bennett     | Noelle Stevenson                                      |
| Adora gelang es zwar, die Spinne in ihrer verwandelten Form zu beruhigen, allerdings reagiert diese sofort wieder aggressiv, als Adora wieder normal wird und Glimmer ihr das Schwert abnimmt. Sie fliehen in eine Ruine, wo Adora feststellt, dass sie die tote Sprache der Gründer von Etheria lesen kann. Sie findet eine Statue, die ihrer verwandelten Form sehr ähnlich sieht. Diese heißt laut Plakette She-Ra. Adora freundet sich langsam mit Glimmer und Bow an, die ihr erklären, welche Zerstörungen die Horde regelmäßig verübt. Adora will dies nicht glauben, als sie allerdings aus der Ferne beobachtet, wie ihre Kameraden Thaymor angreifen, das jedoch keine Festung ist, wie behauptet wurde, erkennt sie das wahre Gesicht der Horde. Als sie sich Adora mit Glimmer und Bow in das Dorf begibt, trifft sie auf Catra, der von ihrer Vorgesetzten Shadow Weaver befohlen wurde, Adora zurückzubringen. Als Catra Adora gesteht, dass sie von Anfang an von den wahren Absichten der Horde wusste, weigert sich Adora, mit ihr mitzugehen, weswegen Catra sie mit einem elektrischen Schlagstock überwältigen will. Glimmer und Bow eilen ihr zu Hilfe, Adora schafft es schließlich, die Horde als She-Ra zu verjagen. Sie schließt sich der Rebellion an und findet im zerstörten Dorf ein zurückgelassenes Pferd. Dieses nennt sie Horsey und macht sich mit ihm sowie Glimmer und Bow auf den Weg nach Bright Moon, dem größten Königreich in Etheria, das von Glimmers Mutter Angella regiert wird. |           |                                      |                            |                 |                                                       |
| 3 | 3         | Madame Razz                          | Razz                       | Stephanie Stine | Noelle Stevenson Idee: James Krieg & Noelle Stevenson |
| In Bright Moon will Glimmer Adora ihrer Mutter vorstellen. Dafür soll sie sich in She-Ra verwandeln, was ihr aber nicht gelingt, stattdessen nimmt Horsey durch die freigesetzte Magie die Gestalt eines fliegenden Einhorns an. Danach wird sie von Rebellen gesehen und angegriffen, da sie immer noch ihre Horde-Uniform trägt. Sie kommt wieder in den Whispering Woods an, wo sie auf die sehr exzentrische Madame Razz trifft. Razz geht mit ihr Beeren pflücken und sagt Adora, dass ihr Pferd nun Swift Wind heiße. Die beiden reiten gemeinsam auf Swift Wind zu einer Basis der Horde, die von Grizzlor geleitet wird. Den beiden gelingt es, die Basis zu zerstören. Dies steigert Adoras Selbstvertrauen erheblich, weswegen sie es schließlich schafft, in ihrer Form als She-Ra vor Angella zu treten. Diese gestattet ihr schließlich, der Rebellion beizutreten. In der Schreckenszone wird Catra unterdessen von dem Horde-Anführer Hordak zu Shadow Weavers Missfallen zum Force Captain ernannt. |           |                                      |                            |                 |                                                       |
| 4 | 4         | Blumen für She-Ra                    | Flowers for She-Ra         | Lianne Hughes   | Josie Campbell                                        |
| Glimmers Eltern bildeten einst mit den anderen Königreichen von Etheria eine sogenannte Prinzessinnen-Allianz, die gegen die Horde kämpfte, diese löste sich allerdings auf, als Glimmers Vater Micah starb. Glimmer beschließt, die Allianz wieder ins Leben zu rufen, und reist deswegen mit Adora und Bow ins Pflanzen-Königreich von Plumeria. Dort ist man aufgrund ihrer Ankunft sehr erfreut, da das Königreich ständigen Angriffen der Horde ausgesetzt ist. Es stellt sich heraus, dass die Herrscherin Perfuma und ihr Volk Pazifisten sind, weswegen sich gegen die Angreifer nicht wehren. Perfuma bittet Adora, ihre sterbenden Pflanzen zu heilen, allerdings gelingt ihr dies nicht, sie gibt zu, nicht so stark wie die She-Ra aus der Legende zu sein. Als Adora herausfindet, dass die Pflanzen von der Horde vergiftet werden, kann sie Perfuma davon überzeugen, sich endlich den Angreifern zu stellen. Währenddessen findet Shadow Weaver heraus, dass Adora die nächste She-Ra ist, und erteilt Catra erneut den Auftrag, Adora zurückzuholen, obwohl Hordak dies verboten hatte. |           |                                      |                            |                 |                                                       |
| 5 | 5         | Das Meerestor                        | The Sea Gate               | Jen Bennett     | Sonja Warfield                                        |
| Adora und ihre Begleiter wollen in das Königreich Salineas reisen, das unter Wasser liegt. Dafür brauchen sie die Hilfe von Sea Hawk, einem etwas zerstreuten Seefahrer. Diese wettet mit Adora, dass sie ihn im Armdrücken nicht besiegen kann, als er die Wette verliert, erklärt er sich bereit, sie nach Salineas zu bringen. Dort treten sie vor Prinzessin Mermista und bitten sie, sich der Allianz anzuschließen. Sie ist ein wenig peinlich berührt, da sie früher eine Beziehung mit Sea Hawk führte. Während ihres Gesprächs greifen Catra, ihre Kameradin Scorpia und weitere Horde-Mitglieder das Königreich auf Befehl von Shadow Weaver an. Sie zerstören das Tor zum Königreich, weswegen Adora es repariert, während ihre Freunde die Angreifer erfolgreich abwehren können, Sea Hawk muss dabei allerdings die Zerstörung seines inzwischen dritten Schiffes verkraften. |           |                                      |                            |                 |                                                       |
| 6 | 6         | Systemfehler                         | System Failure             | Stephanie Stine | Katherine Nolfi                                       |
| Bow kreiert Schall-Geschosse, neue Munition für seinen Bogen. Danach macht er sich mit seinen Freunden auf den Weg nach Dryl, um die Prinzessin Entrapta als Allianz-Mitglied zu gewinnen. Diese führt gerade Experimente mit Gründer-Technologie durch, wodurch eine Art magisches, verfestigtes Virus ihre selbstgebauten Roboter befällt und diese Adora, Glimmer und Bow angreifen. Zudem wurde Adoras Schwert mit Gründer-Technologie gebaut, da sie mit dem Schwert verbunden ist, ist sie ebenfalls von dem Virus betroffen. Glimmer und Entrapta sperren sie sicherheitshalber ein, während sie nach einer Lösung suchen. Derweil sucht Bow seine Freunde, die von ihm getrennt wurden. Er findet sie schließlich, gemeinsam mit Glimmer und Entrapta sucht er den Raum auf, in dem sich das Virus bildete, und zerstört es mit einem seiner Schall-Pfeile. Dadurch wird Adora geheilt, Entraptas Roboter funktionieren wieder normal. |           |                                      |                            |                 |                                                       |
| 7 | 7         | Die Schatten von Mystacor            | In the Shadows of Mystacor | Lianne Hughes   | Rich Burns                                            |
| Shadow Weaver hatte in einer vorherigen Folge ihre magischen Schatten losgeschickt, um Adora auf Schritt und Tritt zu folgen. Adora erahnt, dass etwas nicht stimmt und ist deswegen nicht erfreut, als Glimmer mit ihr und Bow nach Mystacor geht, einem versteckten Königreich, in dem ihre Tante Castaspella herrscht, die wie Shadow Weaver ebenfalls über Zauberkräfte verfügt. Adora versichert ihren Freunden mehrmals, dass Shadow Weaver in der Nähe sei, was diese nicht ernst nehmen und ihr nach einer Weile sichtlich genervt raten, sich zu entspannen. Eine Zeremonie ist geplant, um Mystacors Schutzschild zu erneuern, dies will Shadow Weaver nutzen, um einen ihrer Schatten Adora entführen und den Schild zerstören zu lassen. She-Ra gelingt es schließlich nach einem Kampf, beide Pläne zu vereiteln. |           |                                      |                            |                 |                                                       |
| 8 | 8         | Prinzessinnenball                    | Princess Prom              | Jen Bennett     | Josie Campbell                                        |
| Adora wird auf einen Prinzessinnen-Ball eingeladen, der alle zehn Jahre, diesmal im Schnee-Königreich, stattfindet. Sie muss sich erst einmal mit der Etikette und der Tatsache, dass am Eingang alle Waffen eingesammelt werden, vertraut machen. Glimmer reagiert eifersüchtig, als sie erfährt, dass Bow mit Perfuma auf den Ball geht. Derweil findet Catra heraus, dass Scorpia eine Prinzessin ist, und schmiedet einen Plan. Sie will mit Scorpia dort hingehen, um Adora zu entführen. Auf der Feier macht sich Adora direkt bei der Schnee-Königin Frosta unbeliebt, als sie einen unbedachten Kommentar über ihr sehr junges Alter macht. Zudem ist Frosta erzürnt, als sie Scorpia und Catra entdeckt. Adora und Glimmer beschließen, ein Auge auf die beiden zu behalten. Catra tanzt kurz mit Adora und verspottet sie spielerisch, bevor sie verschwindet. Als Frosta verkündet, dass Adora auf künftigen Bällen nicht mehr erwünscht ist, greift die Horde das Schloss mit Bomben an. Während alle Anwesenden abgelenkt sind, nehmen sie das Schwert von She-Ra an sich und entführen Glimmer und Bow. |           |                                      |                            |                 |                                                       |
| 9 | 9         | Keine Prinzessin wird zurückgelassen | No Princess Left Behind    | Stephanie Stine | Sonja Warfield                                        |
| Shadow Weaver erntet Hordaks Lob für Catras Angriff auf das Schloss. Mit Glimmer als Geisel erpresst Hordak ihre Mutter Angella, sich zu ergeben und die Prinzessinnen-Allianz aufzulösen. In der Zwischenzeit plant Adora, mit Hilfe von Perfuma, Entrapta, Mermista und Sea Hawk die Schreckenszone zu infiltrieren und ihre Freunde zu befreien. Zwar gelingt es den Prinzessinnen, Bow zu befreien, allerdings wird Entrapta auf der Flucht vermeintlich getötet. Adora stellt sich Shadow Weaver und Catra. Shadow Weaver will Adora hypnotisieren, in dem sie ihr Gedächtnis manipuliert und die Erinnerungen an ihre Zeit in der Rebellion löscht. Glimmer gelingt es rechtzeitig, sich zu befreien und Shadow Weaver niederzuschlagen. Gemeinsam mit Adora will sie fliehen, als sie plötzlich vor Catra stehen. Zu ihrer Überraschung gibt Catra Adora ihr Schwert zurück und erlaubt ihnen, zu fliehen. |           |                                      |                            |                 |                                                       |
| 10 | 10        | Der Leuchtturm                       | The Beacon                 | Lianne Hughes   | Katherine Nolfi                                       |
| Adora kämpft mit ihrem schlechten Gewissen, da sie sich für Entraptas Tod verantwortlich fühlt. Perfuma und Mermista verlassen die Allianz, während Frosta ihr Königreich von der Außenwelt abschirmt. Glimmer musste zudem während ihrer Gefangenschaft feststellen, dass sie sich im Kampf manchmal „überlädt“ und ohnmächtig wird, was sie niemandem gestehen will. Während eines gemeinsamen Abendessens führen Glimmer und Angella ein Gespräch, während diesem sieht Angella nach langer Zeit ein, dass sie Glimmer nicht beschützen kann, indem sie diese überbehütet. Adora macht sich auf den Weg zu einem Leuchtturm, indem sich Informationen über ihre She-Ra-Fähigkeiten befinden sollen. Währenddessen macht Hordak Shadow Vorwürfe, da sie sich seinen Befehlen widersetzt und ihm nicht gesagt hat, dass Adora She-Ra ist. Catra und Scorpia finden eine unverletzte Entrapta, die sich im Lüftungsschacht versteckt hatte. Eigentlich wollen sie sie verhören, allerdings schafft es Entrapta, sich von ihren Fesseln zu befreien und verbessert die Leistung eines Kampf-Roboters. Catra erkennt ihr technisches Talent und überzeugt sie davon, dass die anderen Prinzessinnen sie im Stich gelassen haben. Entrapta freundet sich mit ihr an und klärt sie über die Existenz der Gründer-Technologie auf. Sie gibt ihr einen Scanner und sagt, dass sich Überreste der Technologie wahrscheinlich in den Whispering Woods befinden. Catra folgt Adora schließlich zum Leuchtturm.                         |           |                                      |                            |                 |                                                       |
| 11 | 11        | Versprechen                          | Promise                    | Jen Bennett     | Noelle Stevenson                                      |
| Adora betritt den Leuchtturm, um ihre Heil-Fähigkeiten zu verbessern und mehr über ihre Vorgängerinnen zu erfahren. Ein Hologramm erscheint und erklärt ihr, dass ihr Schwert ein tragbarer Runenstein sei. Da es andere Fragen nicht beantworten will, wird Adora wütend und verlangt, mit Light Hope zu sprechen, der Frau, die sie in ihren Visionen gesehen hat. Kurz darauf geht ein Alarm los, da Catra einen Kristall aus dem Turm entwendet hat. Während Adora und Catra vor den Verteidigungsmechanismen des Turmes fliehen, erleben sie durch Hologramme verschiedene Kindheitserinnerungen aus ihrer gemeinsamen Zeit. Schließlich realisiert Catra durch das Wiedererleben, wie sehr sie den Verlust von Adora als Verrat an ihr begreift und lässt sie an einem Abgrund hängen. Adora droht abzustürzen, als sie Light Hopes Stimme hört, die ihr sagt, loszulassen, woraufhin sie sich fallen lässt. Catra kehrt zurück in die Schreckenszone und zeigt Scorpia und Entrapta ihren entwendeten Kristall. |           |                                      |                            |                 |                                                       |
| 12 | 12        | Light Hope                           | Light Hope                 | Lianne Hughes   | Josie Campbell                                        |
| Nach ihrem Fall landet Adora in einem Kristall-Schloss, wo sie erneut auf das Hologramm trifft. Bei diesem handelt es sich um Light Hope, die ihr die Geschichte der Gründer und ehemaligen She-Ras erklärt. Sie erklärt She-Ra, dass es ihr Schicksal sei, Etheria zu beschützen, weswegen sie im Schloss bleiben und trainieren sollte, um ihre Fähigkeiten zu perfektionieren. Allerdings kommen Glimmer, Bow und Swift Wind, der nun gelernt hat, zu sprechen, im Schloss an und können Adora davon überzeugen, mit ihnen zu kommen. In der Zwischenzeit entschlüsselt Entrapta den Kristall, bei dem es sich um einen sogenannten Daten-Kristall handelt, und findet heraus, dass die Gründer-Technologie in Etheria selbst verborgen ist. Die Runensteine, die sich in den verschiedenen Königreichen befinden, sind nur ein Mittel, darauf zurückzugreifen. Daraufhin nimmt sich Catra mit Hordaks Einwilligung Shadow Weavers Schwarzen Runenstein, mit dem Schwarze Magie durchgeführt werden kann. Diese reagiert sehr erbost und greift Scorpia und Entrapta an, bevor Catra ihre Maske zerstört, weswegen sie nicht mehr auf ihre Kräfte zurückgreifen kann. Als Entrapta mit dem Stein Experimente durchführt, kommt es in Etheria zu einem Ungleichgewicht. Deswegen frieren die Whispering Woods ein, was die Horde dazu veranlasst, einen Angriff auf Bright Moon zu starten. |           |                                      |                            |                 |                                                       |
| 13 | 13        | Die Schlacht von Bright Moon         | The Battle of Bright Moon  | Stephanie Stine | Noelle Stevenson                                      |
| Catra leitet die Invasion von Bright Moon. Sie will den Mondstein, den Runenstein von Bright Moon, zerstören, damit Glimmer und Angella ihre Kräfte verlieren und die Horde Bright Moon so unter ihre Kontrolle bringen kann. Angella sichert den Mondstein während She-Ra, Glimmer und Bow gemeinsam mit den beiden Prinzessinnen Spinnerella und Netossa die Verteidigung starten. Sie scheinen allerdings aufgrund von Entraptas Erfindungen unterlegen, zumal Adora ihr Schwert verliert und Catra sie von den anderen trennen kann. Als ihnen schließlich Frosta, Perfuma, Mermista und Sea Hawk zu Hilfe kommen, schaffen sie es, die Horde zurückzudrängen. Adora findet ihr Schwert wieder und bringt die Kräfte der Runensteine ins Gleichgewicht. Vereint schlagen die Prinzessinnen Catras Armee. Obwohl ihr Angriff gescheitert ist, hat sie Hordak mit ihren Fähigkeiten so beeindruckt, dass er nun sie anstatt von Shadow Weaver zu seiner Stellvertreterin ernennt. |           |                                      |                            |                 |                                                       |
| Am 13. November 2018 wurden alle Folgen der Staffel gleichzeitig bei Netflix veröffentlicht. |           |                                      |                            |                 |                                                       |

## Staffel 2
| Nr. (ges.) | Nr. (St.) | Deutscher Titel    | Originaltitel     | Regie                     | Drehbuch        |
| --- | --------- | ------------------ | ----------------- | ------------------------- | --------------- |
| 14 | 1         | Der gefrorene Wald | The Frozen Forest | Jen Bennett               | Katherine Nolfi |
| Trotz ihrer gemeinsamen Absichten kommt es unter den Prinzessinnen wegen ihrer auseinandergehenden Ansichten immer öfter zu Spannungen. Währenddessen versuchen sie, die Whispering Woods wieder aufzubauen, was aber scheitert, da Catra Roboter auf sie loslässt. Bow schlägt vor, einen intakten Roboter mitzunehmen und ein spezielles Programm einzupflanzen. Mit diesem könnten dann alle Roboter der Horde zerstört werden. Indes baut Entrapta verbesserte Roboter mithilfe der Gründer-Technologie. Als Adora und ihre Mitstreiter von diesen attackiert werden, ziehen sie sich in den Leuchtturm zurück und sammeln sich. Adora gelingt es mit einer ermutigenden Ansprache, die anderen Prinzessinnen zu motivieren. Sie können die Roboter gemeinsam zerstören, wodurch eine Energie freigesetzt wird, die den Wald wieder auftauen lässt. Als sich Bow einen intakten Roboter nimmt und diesen zerlegt, stellt er schockiert fest, dass dieser ein Werk der Totgeglaubten Entrapta sein muss. |           |                    |                   |                           |                 |
| 15 | 2         | Bindungen          | Ties That Bind    | Stephanie Stine & DWooman | Laura Sreenby   |
| Die Horde hat Entraptas Königreich Dryl erobert. Light Hope gibt She-Ra die Anweisung, eine spezielle, magische Verbindung zu Swift Wind aufzubauen. Deshalb schickt sie die beiden zu einem Wachtturm, der von den Gründern gebaut und von der ersten She-Ra zerstört wurde. Dessen Aufbau würde ihre Fähigkeiten verstärken. She-Ra findet die Ruine des Turms, allerdings redet Swift Wind zu viel, weswegen sie sich nicht konzentrieren kann. Schließlich gelingt es den beiden doch, ihre magische Verbindung aufzubauen. In der Zwischenzeit machen sich Glimmer und Bow daran, Entrapta zu befreien, allerdings treffen sie dabei auf Catra, die sie kurzerhand gefangen nehmen. Während sie mit ihr nach Bright Moon gehen, behauptet Catra, dass Entrapta gefoltert werde und strapaziert mit mehreren Aktionen Glimmers Kräfte. Anschließend aktiviert sie einen Peilsender und kann Glimmer und Bow überreden, sie gehen zu lassen. Sie sagt ihnen, dass sich Entrapta freiwillig bei ihr aufhält, als Scorpia kommt und die beiden gefangen nehmen will, können Glimmer und Bow rechtzeitig fliehen. |           |                    |                   |                           |                 |
| 16 | 3         | Signale            | Signals           | Lianne Hughes             | Katherine Nolfi |
| Hordaks Unzufriedenheit über Catras Misserfolge wächst stetig, weswegen sie gezwungen ist, die verhaftete Shadow Weaver um Rat zu bitten. Als sich Entrapta aus Hordaks Labor ein Werkzeug besorgen will, beobachtet sie, wie er ein multidimensionales Portal bauen will, aber daran scheitert. Deswegen verbessert sie seine Konstruktion, wird dabei aber entdeckt. Verblüfft stellt er fest, dass ihr Portal funktioniert, weswegen er ihr Angebot annimmt, seine Assistentin zu werden. Derweil begeben sich Adora, Glimmer, Bow und Swift Wind zu Alwyn, einem defekten Außenposten der Rebellion. Dort treffen sie auf vermeintliche Geister, allerdings stellt Bow schnell fest, dass es sich um Hologramme der Gründer handelt, die von einem alten Gerät erzeugt werden, das sich selbst eingeschaltet hat. Adora schaltet es aus, wodurch die Hologramme verschwinden, allerdings wird dadurch auch eine Nachricht abgespielt, die die Gründer einst aufgenommen hatten. |           |                    |                   |                           |                 |
| 17 | 4         | Strategien         | Roll With It      | Jen Bennett               | Josie Campbell  |
| Die Rebellen wollen eine Festung der Horde einnehmen, da diese sich an einem wichtigen Abschnitt befindet. Allerdings kommen die Vorbereitungen nicht voran, da sich Adora, Glimmer, Bow und die anderen Prinzessinnen nicht auf eine gemeinsame Linie einigen können. Adora nimmt an, dass Catra die Festung leitet, was aber allerdings Scorpia tut. Als die Gruppe bei der Festung ankommt, aktiviert Glimmer ihre Teleportier-Fähigkeit, weshalb sie von Scorpia bemerkt werden, die sie aber nicht angreift, sondern heimlich beobachtet. Adora ist auf die anderen wütend, da diese die Planung nicht ernst genommen haben, ist aber gezwungen, sich auf sie zu verlassen, da Scorpia einige Vorkehrungen trifft. Schließlich gelingt es ihnen doch noch, die Festung zu erobern. |           |                    |                   |                           |                 |
| 18 | 5         | Kontrolle          | White Out         | Lianne Hughes             | Laura Sreenby   |
| Catra, Entrapta und Scorpia werden in die nördliche Eis-Region von Etheria geschickt, um Gründer-Technologie auszugraben, Adora, Glimmer, Bow und Sea Hawk folgen ihnen dabei. Entrapta findet eine Diskette der Gründer, auf der sich ein Virus befindet, mit dem sie Adora infiziert, um sie gefügig zu machen. Allerdings werden Roboter-Würmer, die einst als Wachen von den Gründern gebaut wurden, ebenfalls mit dem Virus infiziert, weswegen sie beide Parteien angreifen. Diese müssen zusammenarbeiten, was Catra gar nicht gefällt, da sie die Zerstörung der Diskette um jeden Preis verhindern will. Während des Kampfes gesteht Entrapta, dass sie schon lange mit Gründer-Technologie arbeitet, während Catra realisiert, dass Scorpia etwas für sie zu empfinden scheint. Letztere zerstört schließlich auch die Diskette, weswegen sowohl Adora als auch die Würmer wieder normal werden. |           |                    |                   |                           |                 |
| 19 | 6         | Erinnerungen       | Light Spinner     | DWooman                   | Katherine Nolfi |
| Hordak entschließt sich, Shadow Weaver ins Exil nach Beast Island zu verbannen, damit sie nicht aus Rache zu der Rebellion überläuft. Catra ist darüber entsetzt, da sie es Shadow Weaver zwar sehr übel nimmt, wie sie sie in ihrer Kindheit behandelt hat, sich ihr allerdings trotzdem verbunden fühlt. In ihrer Zelle schwelgt Shadow Weaver in Erinnerungen an ihre Vergangenheit: Früher war sie unter dem Namen Light Spinner die Mentorin von Micah und wollte unbedingt den damaligen Krieg beenden. Deshalb erlernte sie Schwarze Magie, was allerdings ihren Verstand sehr schlecht beeinflusste und dazu führte, dass sie der Horde beitrat. In der Gegenwart bringt sie Catra dazu, ihr bei der Flucht zu helfen. In der Zwischenzeit gelingt es Bow, die Nachricht der Gründer aus der dritten Episode zu entschlüsseln: Diese handelt von Mara, der ersten She-Ra, einer gewissen Serinia und einem Portal. |           |                    |                   |                           |                 |
| 20 | 7         | Familientreffen    | Reunion           | Jen Bennett               | Josie Campbell  |
| Bow will herausfinden, was die geheimnisvolle Nachricht zu bedeuten hat, weswegen er Bright Moon verlässt und die Bibliothek seiner Väter George und Lance aufsucht. Als Adora und Glimmer zu ihm stoßen, erklärt er ihnen, dass seine Väter den Krieg gegen die Horde verabscheuen und wollten, dass er wie sie einen akademischen Beruf wählt. Stattdessen wurde er ein Rebellion-Mitglied, ohne ihnen davon zu erzählen. Als die drei versehentlich einen alten Gründer-Roboter aktivieren, der sich im Besitz der Väter befindet, verwandelt sich Adora in She-Ra, wodurch George und Lance die wahre Tätigkeit ihres Sohnes herausfinden. Als er den Roboter außer Gefecht setzen kann, gesteht Bow seinen Vätern die Wahrheit, allerdings merken die beiden, wie wichtig Bow seine Mitgliedschaft in der Rebellion ist, weswegen sie ihm ihre Zustimmung zusichern. Ihnen gelingt es zudem, die Botschaft zu entschlüsseln: Serinia ist ein Sternbild, das bald über der sogenannten Purpurnen Wüste erscheinen wird. Inzwischen versucht Catra verzweifelt, Shadow Weaver aufzuspüren. Als Hordak von Shadow Weavers Flucht erfährt, gibt er ihr die Chance, ihren Fehler einzugestehen, als sie sich weigert, sperrt er sie in einem Gerät ein, dass nicht genug Sauerstoff bereithält. Am Ende der Staffel steht Shadow Weaver in der Nacht an Adoras Bett in Bright Moon. |           |                    |                   |                           |                 |
| Am 26. April 2019 wurden alle Folgen der Staffel gleichzeitig bei Netflix veröffentlicht. |           |                    |                   |                           |                 |

## Staffel 3
| Nr. (ges.) | Nr. (St.) | Deutscher Titel                      | Originaltitel                 | Regie            | Drehbuch         |
| --- | --------- | ------------------------------------ | ----------------------------- | ---------------- | ---------------- |
| 21 | 1         | Der Preis der Macht                  | The Price of Power            | Steve Cooper     | Shane Lynch      |
| Shadow Weaver ist schwer verletzt und bricht zusammen, bevor sie mit Adora sprechen kann. Sie wird gefangen genommen und eingesperrt, Adora schleicht sich in ihre Zelle und heilt sie mit ihren Kräften. Anschließend erklärt Shadow Weaver Adora, dass Hordak plant, ein interdimensionales Portal zu öffnen. Mit diesem sollen noch mehr Soldaten der Horde nach Etheria gebracht werden, damit der Planet vollends erobert werden kann. Zudem stamme Adora ebenfalls aus einer anderen Welt, nach Etheria sei sie durch ein experimentelles Portal gekommen. Adora geht deswegen zu Light Hope und fragt sie, ob Shadow Weaver die Wahrheit gesagt hat. Light Hope bestätigt Shadow Weavers Schilderungen und eröffnet Adora, dass sie eigentlich aus der Generation der Gründer stammt. Da sie mehr über ihre Herkunft herausfinden will, hört sich Adora deswegen noch einmal die Nachricht ihrer Vorgängerin Mara an, die sie in der zweiten Staffel gefunden hatte. Diese führt sie in die Purpurne Wüste, Glimmer und Bow begleiten Adora freiwillig dorthin. In der Zwischenzeit wird Catra in der Schreckenszone von Hordak immer noch bestraft, da sie Shadow Weaver zur Flucht verholfen hatte. Allerdings legt Entrapta bei Hordak für Catra ein gutes Wort ein, weswegen Catra schließlich einen Auftrag erhält. Sie soll ein wichtiges Bauteil, das Entrapta braucht, um das interdimensionale Portal fertigzustellen, in der purpurnen Wüste ausfindig machen. |           |                                      |                               |                  |                  |
| 22 | 2         | Huntara                              | Huntara                       | David Woo        | Laura Sreebny    |
| Entrapta findet heraus, dass Hordak eigentlich ein mangelhafter Klon von Horde Prime ist, dem wahren Anführer der Horde. Hordak wurde versehentlich nach Etheria teleportiert, nutzte die Situation zu seinem Vorteil und eroberte den Planeten, um Horde Prime seine Fähigkeiten zu beweisen. Entrapta verbessert daraufhin Hordaks überlebenswichtige Rüstung, wodurch er sie noch mehr respektiert. Derweil werden Adora, Glimmer und Bow in der Wüste von Gesetzlosen angegriffen, eine sehr große, muskulöse Frau eilt ihnen zu Hilfe. Sie stellt sich als Huntara vor, Adora bittet sie, die Gruppe zu ihrem Ziel zu führen. Allerdings lockt Huntara sie in eine Falle und stiehlt Adoras Schwert. Adora, Glimmer und Bow können sie ausfindig machen, als sie erfährt, dass Adora She-Ra ist, ist Huntara überwältigt. Sie erklärt, dass sie früher Soldatin der Horde war, allerdings missfielen ihr Hordaks Methoden, weswegen sie nun in der Wüste lebt. Sie führt die drei schließlich zu dem Schiffswrack, auf dem Mara früher lebte. |           |                                      |                               |                  |                  |
| 23 | 3         | Es war einmal in der purpurnen Wüste | Once Upon a Time in the Waste | Jen Bennett      | Josie Campbell   |
| Catra und Scorpia kommen in der Wüste an, als sie erfahren, dass sich Adora ebenfalls dort befindet, nehmen sie die Verfolgung auf. Sie geraten in einen Hinterhalt des Reptil-artigen Verbrechers Tung Lashor, Catra kann ihn überwältigen und übernimmt die Führung seiner Bande. In der Zwischenzeit findet Adora auf Maras Schiff erneut eine Botschaft in Form eines Hologramms. Mara beförderte Etheria mithilfe ihres Schwerts in eine andere Dimension, um den Planeten vor der Horde zu verstecken. Sie warnt ihre Nachfolgerin, nicht dasselbe zu tun. Kurz nach dem Ende der Botschaft greifen Catra und Scorpia die Gruppe an und nehmen Adora gefangen, Glimmer, Bow und Huntara können jedoch entkommen. Catra befragt Adora, als sie ihr erzählt, dass Shadow Weaver noch lebt und sich in Bright Moon befindet, beschließt Catra endgültig, Hordaks Plan zu folgen. |           |                                      |                               |                  |                  |
| 24 | 4         | Moment der Wahrheit                  | Moment of Truth               | DWooman          | Katherine Nolfi  |
| Catra und Adora kommen in der Schreckenszone an, Catra verkündet, dass Adoras Schwert das fehlende Teil sei, um das interdimensionale Portal zu öffnen. Währenddessen geht Glimmer mit Bow und Huntara zu ihrer Mutter und bittet sie, ihr bei Adoras Befreiung zu helfen. Als Angella dies ablehnt, sieht sich Glimmer gezwungen, Shadow Weaver zu befreien. Shadow Weaver teleportiert Glimmer, Bow und die restlichen Mitglieder der Prinzessinnen-Allianz in Hordaks Basis. Dort werden sie schnell entdeckt und liefern sich einen heftigen Kampf mit den Soldaten der Horde. Unterdessen findet Entrapta heraus, dass die Öffnung des Portals zu einer Auslöschung der Realität führen wird, allerdings ist Catra von ihren Rachegedanken so besessen, dass sie Hordak dies verschweigt und das Portal schließlich aktiviert wird. |           |                                      |                               |                  |                  |
| 25 | 5         | Erinnerungen                         | Remember                      | Mandy Clotworthy | Noelle Stevenson |
| Adora kommt in der Schreckenszone zu sich, da es die vorherige Realität nicht mehr gibt, ist sie nun wieder Mitglied der Horde. Allerdings führen mehrere seltsame Ereignisse und Erinnerungs-Fetzen zu ihrer Erkenntnis, dass etwas nicht in Ordnung ist. Die falsche Realität zerfällt langsam, woraufhin Adora mit Catra in die Whispering Woods flieht. Adora will gemeinsam mit ihr die drohende Katastrophe abwenden, allerdings kündigt Catra ihr stattdessen die Freundschaft. Kurz darauf trifft Adora auf Madame Razz, die ihr erklärt, dass schon einmal eine falsche Realität entstand, als Mara Etheria in die andere Dimension verschob. Sie rät Adora, zurück zum Anfang zu gehen. Adora macht sich deswegen auf die Suche nach Glimmer und Bow, Catra, die aufgrund der verzerrten Realität bereits mutiert ist, folgt ihr heimlich. |           |                                      |                               |                  |                  |
| 26 | 6         | Das Portal                           | The Portal                    | Jen Bennett      | Josie Campbell   |
| Adora begibt sich nach Bright Moon, das von Angella und Micah beherrscht wird, wo sie sofort nach ihrer Ankunft gefangen genommen wird. Glimmer ist neugierig und fragt sich, warum ein Mitglied der Horde freiwillig nach Bright Moon gekommen ist, und überredet Bow, gemeinsam die Gefangene zu befragen. Adora gelingt es schließlich, die Erinnerungen der beiden wieder herzustellen. Sie nehmen Kontakt zu Entrapta auf und stellen ihr Erinnerungsvermögen ebenfalls wieder her. Sie erklärt ihnen, dass das Portal erst geschlossen werden kann, wenn Adoras Schwert entfernt wird. Allerdings wird derjenige, der es entfernt, für immer im Portal gefangen sein. Adora, Glimmer und Bow begeben sich in die Schreckenszone, allerdings wird die falsche Welt immer mehr zerstört, Glimmer und Bow lösen sich vor Adoras Augen in Luft auf. Adora liefert sich erneut einen Kampf mit Catra, kann sie besiegen und will sich das Schwert nehmen, als Königin Angella auftaucht. Diese hat sich ebenfalls an die echte Realität erinnert und nimmt das Schwert an sich, wodurch sie zwischen den Dimensionen gefangen ist. Dafür ist die wahre Welt wieder hergestellt, Adora geht mit Glimmer und Bow zurück nach Bright Moon, während Hordak und Catra aus der Schreckenszone flüchten. Sie ahnen nicht, dass Horde Prime durch die interdimensionale Störung in die echte Realität gelangt ist.                                                                     |           |                                      |                               |                  |                  |
| Am 2. August 2019 wurden alle Folgen der Staffel gleichzeitig bei Netflix veröffentlicht. |           |                                      |                               |                  |                  |

## Staffel 4
| Nr. (ges.) | Nr. (St.) | Deutscher Titel        | Originaltitel          | Regie                               | Drehbuch                          |
| --- | --------- | ---------------------- | ---------------------- | ----------------------------------- | --------------------------------- |
| 27 | 1         | Die Krönung            | The Coronation         | Dwooman & Diana Huh & Kiki Manrique | Laura Sreebny                     |
| In Anwesenheit von Adora, Bow und den anderen Prinzessinnen wird Glimmer zur Königin von Bright Moon ernannt, da Angella immer noch im Portal gefangen ist. Glimmer trauert weiterhin um ihre Mutter, weswegen ihr die festliche Atmosphäre und die Aufmerksamkeit, die auf sie gerichtet ist, missfallen. Eines der Krönungs-Rituale ist eine Reise zu einer magischen Höhle unterhalb von Bright Moon. Dort stehen Adora, Bow und Glimmer vor einer riesigen Nacktschnecke, die sie angreift. Allerdings schafft es Glimmer ob der Gefahr, den Verlust ihrer Mutter zumindest kurz zu überwältigen und ihre Kräfte zu aktivieren, weswegen es ihr gelingt, die Schnecke zu beruhigen. Unterdessen macht Hordak Catra Vorwürfe, da sie es nicht geschafft hat, die Runensteine der Prinzessinnen, durch die sie ihre Kräfte erhalten, an sich zu nehmen. Derweil befindet sich Entrapta auf Beast Island, wo alle Gefangenen der Horde festgehalten werden. Scorpia überlegt, sie zu befreien, allerdings behauptet Catra weiterhin, dass Entrapta das Portal aus der letzten Staffel sabotiert hat, was gelogen ist. Etwas später zwingt Catra Hordak dazu, bei ihrem neuen Plan mitzumachen. Die Rebellion soll zerstört werden, wozu Catra den Kristall benötigt, der sich in Hordaks Rüstung befindet.                                                             |           |                        |                        |                                     |                                   |
| 28 | 2         | Das Tal der Verlorenen | The Valley of the Lost | Mandy Clotworthy                    | Katherine Nolfi                   |
| Glimmer schickt Adora, Bow, Huntara und Perfuma in die Purpurne Wüste, um Maras altes Schiff nach Bright Moon zu bringen. Als sie in der Wüste ankommen, müssen sie feststellen, dass die Horde das Schiff bereits an sich genommen hat. Während sie sich darauf vorbereiten, das Schiff zu erlangen, sieht Huntara zu ihrem Entsetzen, wie sehr ihre eroberte Heimat von der Horde verändert wurde, während Perfuma mit der Flora der Wüste nicht wirklich klarkommt. Währenddessen trifft Catra auf Double Trouble, einen nicht-binären Söldner. Double Trouble bietet Catra an, gegen Bezahlung für sie zu arbeiten. Zur Demonstration verwandelt Double Trouble sich in Catra und greift Adora an, als sie zusammen mit den anderen das Schiff stürmen will. Adora merkt nicht, dass es sich nicht wirklich um Catra handelt, weswegen diese Double Trouble schließlich rekrutiert. Am Ende der Folge beschließt Huntara, die Rebellion zu verlassen und in der Wüste zu bleiben, um ihre Heimat zurückzuerobern. |           |                        |                        |                                     |                                   |
| 29 | 3         | Flutterina             | Flutterina             | Jen Bennett                         | M. Willis                         |
| Nachdem sie das Dorf Elberon vor der Horde verteidigt haben, bleiben Adora, Bow und Swift Wind zunächst dort, da zu ihren Ehren ein Fest veranstaltet wird. Glimmer ist deswegen traurig, weil sie sie nur noch selten im direkten Kampf unterstützen kann, da sie ihrer Pflichten als Königin nachkommen muss. Während des Festes wird Adora von der Horde abgelenkt und verlässt kurz die Feier, weswegen das Dorf erneut angegriffen und die Bewohner als Geiseln genommen werden. Adora gelingt es mit der Hilfe einer jungen Einheimischen namens Flutterina, Bow, Swift Wind und die anderen Bewohner zu befreien. Danach bietet Adora Flutterina an, Mitglied der Rebellion zu werden, nicht ahnend, dass es sich bei dieser um Double Trouble handelt. |           |                        |                        |                                     |                                   |
| 30 | 4         | Impuls                 | Pulse                  | Kiki Manrique                       | Laura Sreebny                     |
| Die Rebellion greift öfters Transporte der Horde an, was aber zu nichts führt, da sich in diesen nichts befindet, weswegen es ihr nicht gelingt, ihren Feind erheblich zu schwächen. Kurz darauf werden die Mitglieder von einem neuartigen Roboter angegriffen, der starke Elektro-Impulse verschießt, wodurch Bow verletzt wird. Adora will den Roboter deswegen zerstören, da Bow vorübergehend kampfunfähig ist, rekrutiert sie für diese Mission Netossa und Spinnerella, sie haben auch Erfolg. Unterdessen wendet sich Glimmer an Shadow Weaver, da sie die Horde aufhalten will. Shadow Weaver bringt ihr einen Zauberspruch bei, mit dem sich versteckte Orte finden lassen. Dadurch findet Glimmer einen geheimen Stützpunkt der Horde in den Whispering Woods. Glimmer begibt sich alleine dorthin, kämpft gegen Catra und zerstört die restlichen Roboter. Als Adora später davon erfährt, ist sie nicht begeistert, dass Glimmer Shadow Weaver um Rat gefragt hat, weswegen ihre Freundschaft etwas brüchig wird. |           |                        |                        |                                     |                                   |
| 31 | 5         | Protokoll              | Protocol               | Mandy Clotworthy                    | Katherine Nolfi                   |
| Während ihres Trainings stellt Adora Light Hope erneut Fragen über ihre Bestimmung und Vorgängerin Mara, allerdings gibt sich Light Hope wie gehabt vage und weicht ihren Fragen aus. Als Adora gehen will, hält Light Hope sie auf, da in den Whispering Woods Wald ein von säure-haltigen Sporen verursachter Sturm tobt. Wegen des Unwetters stürzt Light Hope ab. Während ihr Programm neu lädt, ist sie plötzlich viel fröhlicher und freundlicher als sonst. Adora erhält immer noch keine Antworten auf ihre Fragen, sieht aber noch eine Erinnerung Light Hopes an Mara, bevor der Neustart abgeschlossen ist. Unterdessen sitzen Kyle, Lonnie und Rogelio in den Whispering Woods fest, da ihr Fahrzeug beschädigt ist. Kyle ist von seiner Situation so frustriert, da er glaubt, von seinen Kameraden keinerlei Respekt und Loyalität zu erhalten und keine richtigen Freunde zu haben, dass er freiwillig aussteigt und das Fahrzeug repariert. Er schafft es, bricht dann aber aufgrund der Säure-Sporen zusammen. Lonnie und Rogelio retten ihn und fahren zurück in die Schreckenszone. Kurz darauf sieht sich Light Hope ihre Erinnerung an Mara an und löscht sie. |           |                        |                        |                                     |                                   |
| 32 | 6         | Prinzessin Scorpia     | Princess Scorpia       | Kiki Manrique                       | Laura Sreebny                     |
| Hordak braucht Entraptas Notizen, um sein neuestes Projekt fertigzustellen, weswegen Catra Scorpia damit beauftragt, diese zu suchen. Scorpia findet heraus, dass sie sich in Emily befinden, einem Roboter, der Entrapta gehört und um den sie sich gekümmert hat, seitdem Entrapta auf Beast Island festsitzt. Die Notizen können nicht entfernt werden, ohne dass Emily dabei zerstört wird, weswegen Scorpia zunächst zwischen ihrer Freundschaft zu Emily und ihrem Drang, Catra zu befriedigen, hin- und hergerissen ist. Kurze Zeit später präsentiert sie Catra einen beschädigten Computer-Chip, den sie, wie sie es sagt, der zerstörten Emily entnommen hat. Catra wird deswegen so wütend, dass Scorpia endgültig beschließt, ihr den Rücken zu kehren. Sie nimmt die intakte Emily und macht sich auf den Weg, Entrapta zu befreien. Unterdessen manipuliert Double Trouble die Mitglieder der Rebellion und treibt so einen Keil zwischen Adora und Glimmer. |           |                        |                        |                                     |                                   |
| 33 | 7         | Meer-Mysterien         | Mer-Mysteries          | Jen Bennett                         | M. Willis                         |
| Die Rebellion will Dryl von der Horde zurückerobern, was aber scheitert. Deswegen kommen die Mitglieder zu dem Schluss, dass es in ihren Reihen einen Maulwurf geben muss, der den Feind mit Informationen versorgt. Nachdem mehrere Verdächtige verhört wurden und alle Prinzessinnen ihre Sicht der Ereignisse in Dryl geschildert haben, fangen sie untereinander einen heftigen Streit an. Allerdings war dies nur ein Trick, um den wahren Maulwurf zu überführen, weswegen sich Double Trouble verrät und von ihnen Haft genommen wird. Double Trouble verrät den Prinzessinnen, dass der Kampf in Dryl nur ein Ablenkungsmanöver von Hordak war, um Salineas anzugreifen und zu erobern. |           |                        |                        |                                     |                                   |
| 34 | 8         | Jungsabend             | Boys’ Night Out        | Kiki Manqrique                      | Shane Lynch                       |
| Mermista ist aufgrund des Verlustes ihres Königreichs untröstlich und versinkt in Verzweiflung, während Catra bemerkt, dass Scorpia die Horde verlassen hat. Sea Hawk macht mit Bow und Swift Wind einen Jungsabend, allerdings werden die Prinzessinnen durch seine Schuld von der Horde gefangen genommen, als er, da das Verhältnis zwischen Adora und Glimmer aufgrund Mermistas Situation auf einem Tiefpunkt ist, zur Aufmunterung eine Rettungs-Mission vorschlägt. Als Mermista davon erfährt, hilft sie Sea Hawk, Bow und Swift Wind dabei, die restlichen Prinzessinnen zu befreien. |           |                        |                        |                                     |                                   |
| 35 | 9         | Heldin                 | Hero                   | Mandy Clotworthy                    | Josie Campbell & Noelle Stevenson |
| Adora beschließt, Madame Razz einen Besuch abzustatten, um so endlich an Antworten über Mara zu gelangen. Allerdings ist Madame Razz verwirrt und glaubt, sich in der Vergangenheit zu befinden, und verwechselt Adora mit Mara. In der Vergangenheit trifft Madame Razz zum ersten Mal auf Mara, als diese die Magie des Planeten für ein geheimes Projekt namens Herz von Etheria studieren will. Während ihrer Zeit in Etheria lernt Mara, Magie zu benutzen, allerdings kommt sie auch hinter das Geheimnis des Projekts. Da dieses in Wahrheit verheerende Folgen haben könnte, hat sie ihr Leben geopfert, um es zu stoppen. Madame Razz führt Adora zu Maras wiedererlangtem Schiff, wo Mara damals auf Vorschlag von Madame Razz eine Botschaft für ihre Nachfolgerin aufgenommen und hinterlassen hat. Mara erklärt in der Botschaft, dass das Herz von Etheria eine Waffe ist, die Magie des Planeten abzapft und im Kern von Etheria untergebracht ist. Mara konnte die Aktivierung der Waffe und somit die Zerstörung Etherias rechtzeitig verhindern, indem sie den Planeten in der Dimension Despondos versteckte. Sie wollte damit erreichen, dass niemals jemand die Waffe finden würde. Am Ende ihrer Botschaft warnt Mara Adora, Light Hope nicht zu vertrauen, da sie von den Gründern mit dem Auftrag umprogrammiert wurde, das Herz zu aktivieren. |           |                        |                        |                                     |                                   |
| 36 | 10        | Brüche                 | Fractures              | Jen Bennett                         | Katherine Nolfi                   |
| Die Entdeckung der Botschaft spaltet die Rebellion. Adora und Bow sind gegen die Verwendung des Herzens, da sie wissen, dass dadurch Etheria zerstört werden wird, wie es Mara gesagt hatte. Allerdings besteht Glimmer darauf, die gespeicherte Magie der Waffe dafür zu nutzen, um die Horde endgültig zu besiegen. Kurz darauf taucht Scorpia bei der Allianz auf und bittet die Prinzessinnen, ihr dabei zu helfen, Entrapta von Beast Island zu befreien. Glimmer lehnt ab, da sie eine Rettungs-Mission als Zeitverschwendung ansieht, während sie immer noch die Horde bekämpfen. Adora und Bow widersetzen sich ihr und machen sich auf den Weg nach Beast Island, während Scorpia zu den Prinzessinnen eine Bindung aufbaut. |           |                        |                        |                                     |                                   |
| 37 | 11        | Beast Island           | Beast Island           | Mandy Clotworthy                    | M. Willis                         |
| Adora, Bow und Swift Wind fahren mit Maras altem Schiff nach Beast Island. Während sie nach Entrapta suchen und den zahlreichen Gefahren der Insel ausweichen, treffen sie auf Glimmers Vater Micah. Dieser lebt wohlbehalten seit Jahren auf der Insel, auf den ihn die Horde ins Exil geschickt hat. Als sie von mehreren wilden Kreaturen angegriffen werden, erscheint Entrapta und rettet sie. Unterdessen findet Glimmer heraus, dass Adora und Bow ihren Befehlt missachtet haben, was sie äußerst wütend macht. Deswegen geht sie zum Crystal Castle, um mit Light Hope über das Herz von Etheria zu sprechen. Light Hope erklärt, dass die Waffe nur aktiviert werden kann, wenn sich Etheria im vollkommenen Gleichgewicht befindet. Dafür muss der schwarze Runenstein nur noch mit seiner ursprünglichen Besitzerin Scorpia wiedervereint werden. |           |                        |                        |                                     |                                   |
| 38 | 12        | Schicksal – Teil 1     | Destiny Part 1         | Jen Bennett                         | Katherine Nolfi & Laura Sreebny   |
| Entrapta erklärt, dass auf Beast Island ursprünglich alle Informationen über die Gründer entsorgt wurden. Deshalb weiß sie, was das Herz von Etheria genau ist und klärt Adora auf: Wenn die Waffe aktiviert wird, tritt die gespeicherte Magie aus ihr heraus und wird in She-Ra eindringen, da sie die Einzige ist, die der Kraft standhalten kann. Anschließend wird die Magie durch She-Ras Schwert abgefeuert. Sie verlassen Beast Island und kehren nach Bright Moon zurück, wo sich Adora sofort auf den Weg zum Crystal Castle macht, um die Waffe aufzuhalten. Unterdessen hat Double Trouble die Seiten gewechselt und hilft Glimmer, zusammen mit Scorpia in die Schreckenszone zu gelangen, wo sich Scorpias Runenstein befindet, der noch fehlt. Danach berichtet Double Trouble Hordak, dass Catra ihn angelogen und Entrapta nach Beast Island geschickt hat. |           |                        |                        |                                     |                                   |
| 39 | 13        | Schicksal – Teil 2     | Destiny Part 2         | Kiki Manrique                       | Katherine Nolfi & Laura Sreebny   |
| Hordak ist außer sich vor Wut und greift Catra an, da sie ihn bezüglich Entraptas Aufenthaltsort angelogen hat. Die beiden liefern sich einen Kampf, Catra gelingt es schließlich, Hordak zu überwältigen. Währenddessen wird Scorpia von Glimmer ermutigt, sich mit ihrem Runenstein zu verbinden, wodurch sie elektrische Kräfte erhält. Dadurch kann Light Hope das Herz aktivieren, als Adora gerade im Crystal Castle ankommt. Sie wird von Light Hope gezwungen, ihr zu helfen, und öffnet ein Portal, das Etheria in seine ursprüngliche Dimension zurückbringen soll. Adora versucht, zu Light Hope durch zu dringen, die einen Defekt hat und zwischen ihrer alten und neu programmierten Version schwankt. Sie behauptet, dass Mara dies nicht wollen würde und dass Adora nicht so stark sei wie sie. Als die Magie der Waffe in Adora eindringt, gelingt es ihr, ihr Schwert zu zerstören und die Wirkung der Waffe somit aufzuhalten. Light Hope dankt Adora und wird kurz darauf selbst zerstört. Kurz darauf kommt Horde Prime auf Etheria an und nimmt Catra, Hordak und Glimmer gefangen. Horde Prime lässt Hordak wegbringen, damit er als Strafe für sein Verhalten erneuert wird. Danach will er Etheria zerstören, allerdings kann ihn Catra davon abbringen, als sie ihm vom Herz von Etheria erzählt.                                            |           |                        |                        |                                     |                                   |
| Am 5. November 2019 wurden alle Folgen der Staffel gleichzeitig bei Netflix veröffentlicht. |           |                        |                        |                                     |                                   |

## Staffel 5
| Nr. (ges.) | Nr. (St.) | Deutscher Titel                | Originaltitel             | Regie            | Drehbuch         |
| --- | --------- | ------------------------------ | ------------------------- | ---------------- | ---------------- |
| 40 | 1         | Horde Prime                    | Horde Prime               | Mandy Clotworthy | M. Willis        |
| Während die Rebellen versuchen, sich neu zu organisieren und eine Rettungs-Mission für Glimmer auf die Beine zu stellen, wird Adora immer leichtsinniger und greift oft allein Truppen der Horde an. Sie wird zudem von wiederkehrenden Visionen geplagt, in denen sie einer leuchtenden She-Ra gegenüber steht. Unterdessen überzeugt Catra Horde Prime, für ihn arbeiten zu dürfen, beim Abendessen zeigt er ihr und Glimmer, dass seine Armee das Rebellen-Hauptquartier entdeckt und erstürmt haben. Weil sie Adora retten will, erklärt Glimmer Horde Prime, was es mit dem Herz von Etheria auf sich hat. Adora wird von ihren Verbündeten gerettet, die ihr ihre Unterstützung zusichern, gemeinsam machen sie auf den Weg zu einem versteckten Hain in den Whispering Woods. |           |                                |                           |                  |                  |
| 41 | 2         | Abflug                         | Launch                    | Jen Bennett      | Laura Sreebny    |
| Horde Prime bedroht Glimmer, damit sie ihn zu Adora führt, sie weigert sich. Sie baut zudem langsam eine Verbindung zu Catra auf, die aufgrund ihrer Schuldgefühle hin- und hergerissen ist und erkennt, wie verloren sie letztlich unter Primes Herrschaft ist. Weil Adora vom letzten Kampf geschwächt ist, versuchen die anderen Mitglieder der Rebellion, in der Schreckenszone ein Signal zu finden, mit dem sie Horde Primes Schiff aufspüren können. Entrapta löst zwar versehentlich einen Alarm aus, allerdings gelingt es der Rebellion unter Führung von Mermista, an die Information zu gelangen. Dabei erfahren sie auch, dass mehr Truppen der Horde nach Etheria geschickt werden. Während ihrer Erholung lernt Adora, auch ohne ihre She-Ra-Identität zu kämpfen, anschließend betritt sie zusammen mit Bow und Entrapta Maras Schiff, mit dem sie auf Horde Primes Flaggschiff gelangen wollen. |           |                                |                           |                  |                  |
| 42 | 3         | Korridore                      | Corridors                 | Kiki Manrique    | Katherine Nolfi  |
| Während ihrer Reise bleibt Adoras Schiff aufgrund eines Defekts liegen, weswegen sie, Bow und Entrapta vorübergehend mitten im Weltraum festsitzen. Unterdessen ist Catra ohne Aufgaben, geht durch Horde Primes Schiff und denkt über ihre Lage nach. Erinnerungen an die gemeinsame Zeit mit Adora pagen sie. In einem Klon erkennt sie den kontrollierten Hordak und führt Gespräche mit Glimmer. Horde Prime zwingt Catra kurz darauf, den Inhalt dieser Gespräche preiszugeben und erfährt so von Adoras Rettungsmission. Catras Erinnerungen an die gemeinsame Kindheit mit Adora und ihre letztlich ausweglose Situation führen zu einem Gesinnungswandel. Sie befreit Glimmer und bringt sie zu einem Teleporter. Sie kontaktiert Adora und sendet Glimmer zu ihr, Catra bleibt jedoch selbst auf Primes Flaggschiff zurück. |           |                                |                           |                  |                  |
| 43 | 4         | Gestrandet                     | Stranded                  | Mandy Clotworthy | M. Willis        |
| Auf ihrem Rückweg nach Etheria hat Adoras Schiff keinen Treibstoff mehr, weswegen sie auf einem Planeten notlanden muss, auf dem ständig Erdbeben ausgelöst werden und der aufgrund seiner Instabilität stets einzustürzen droht. Während ihrer Suche nach Treibstoff-Kristallen ist das Verhältnis zwischen Bow und Glimmer angespannt, weil er auf sie wütend ist, da sie fast das Herz aktiviert hätte. Adora fällt in eine Spalte, als sie in einer Höhle zu sich kommt, trifft sie auf die Geschwister Starla, Tallstar und Jewelstar, die aus Horde Primes Gefangenschaft fliehen konnten und ebenfalls nach Kristallen suchen. Die sechs machen gemeinsam die Kristalle ausfindig, als die Höhle einstürzt, kann sich Adora vor Sorge um ihre Freunde trotz ihrer mangelnden Kräfte kurz in She-Ra verwandeln und sie retten, Starla, Tallstar und Jewelstar beschließen daraufhin, der Rebellion bei zu treten. Durch ihre Zusammenarbeit haben Bow und Glimmer ihre Freundschaft wieder erlangt. Adora erkennt, dass sie Catra nicht zurücklassen will und so kehrt die Gruppe zu Catras Rettung um. |           |                                |                           |                  |                  |
| 44 | 5         | Rettet Catra                   | Save the Cat              | Jen Bennett      | Noelle Stevenson |
| Auf Horde Primes Schiff ergibt sich Adora als Ablenkung, während Glimmer, Bow und Entrapta nach Catra und strategischen Informationen suchen. Bow und Entrapta befreien versehentlich einen Klon aus Horde Primes Gedankenkontroll-System, Entrapta tauft ihren neuen Verbündeten auf den Namen Falscher Hordak. Adora tritt Horde Prime gegenüber und verlangt die sofortige Freilassung Catras, allerdings hat dieser Catra durch einen Chip im Nacken seinem Willen unterworfen. Er droht Catra Gewalt an, sollte Adora sich nicht in She-Ra verwandeln, damit er die Kräfte des Herzens nutzen kann. Allerdings zerstört Glimmer den Zentralrechner des Schiffs, wodurch Catra teilweise wieder frei denken kann. Horde Prime lässt Catra in einen Abgrund stürzen, worauf Adora hinterherspringt. Catra droht zu sterben, was Adora die Kraft zur Verwandlung verleiht. She-Ra bezwingt die Primeklone und ermöglicht allen die Flucht aus Primes Schiff. Auf Maras Schiff kann sie Catra heilen. Der kontrollierte Hordak findet einen Kristall, den Entrapta ihn geschenkt hatte, und gelangt so an unterbewusste Erinnerungen von ihr. |           |                                |                           |                  |                  |
| 45 | 6         | Kontrollübernahme              | Taking Control            | Mandy Clotworthy | Laura Sreebny    |
| Adora versucht, sich wieder mit Catra anzufreunden, allerdings gibt sich diese wegen ihrer Schuldgefühlen aufgrund ihrer Tätigkeit für die Horde gegenüber ihrer alten Freundin distanziert. Weil ihr Schiff schwer beschädigt ist und sie zudem von der Horde verfolgt werden, versuchen sie sich in einem Asteroidenfeld zu verstecken, ihre Verfolger machen sie allerdings durch ein Ortungs-Signal ausfindig, das von Catras Chip ausgeht. Auf Etheria erhalten Micah, Swift Wind, Frosta, Netossa und Spinnerella in der Zwischenzeit einen Notruf aus dem Dorf Elberon. Als sie dort ankommen, befinden sich die Bewohner bereits unter Horde Primes Gedankenkontrolle. Weil Catra immer noch schwach mit dem System verbunden ist, erfährt sie von der Situation und warnt Adora. Diese verwandelt sich in She-Ra und zerstört die angreifenden Horde-Schiffe mit einer Energie-Welle, die von Swift Wind weitergeleitet wird und die Dorfbewohner so von der Gedankenkontrolle befreit. Entrapta entfernt daraufhin Catras Chip, die von ihren neuen Kameraden schließlich akzeptiert wird. Die anderen ahnen nicht, dass Spinnerella heimlich ein Chip verpflanzt wurde.                                                                                 |           |                                |                           |                  |                  |
| 46 | 7         | Die Gefahren des Peekablue     | Perils of Peekablue       | Kiki Manrique    | M. Willis        |
| Mermista, Sea Hawk, Scorpia und Perfuma gehen zu einer Dinner-Party in einem Unterwasser-Nachtclub, um den zurückgezogen lebenden Prinzen Peekablue als Mitglied der Rebellion zu gewinnen. Bei Peekablue handelt es sich allerdings um Double Trouble. Double Trouble erzählt ihnen, dass Horde Prime den Weg nach Etheria blockiert, um Adoras Rückkehr zu verhindern. Viele der Gäste sind bereits Opfer von Horde Primes Gedankenkontrolle geworden, worauf sie zusammen mit Mermista, die ebenfalls einen Chip eingepflanzt bekommt, deren Verbündete attackieren. Sea Hawk, Perfuma und Double Trouble fliehen, während Scorpia zurückbleibt und sich gefangen nehmen lässt. Im Hauptquartier der Rebellion stattet Spinnerella Micah und etliche andere Mitglieder mit Chips aus, während Perfuma eine Nachricht an Adora schickt und sie von der Blockade in Kenntnis setzt. |           |                                |                           |                  |                  |
| 47 | 8         | Ein Schuss ins Blaue           | Shot in the Dark          | Jen Bennett      | Katherine Nolfi  |
| Die Rebellion überlegt, welche Schwächen von Horde Prime sich im Kampf ausnutzen lassen könnten, und befragen den Falschen Hordak über das Thema. Er erzählt, dass sich Horde Primes größte Schwäche auf dem Planeten Krytis befände. Während der Falsche Hordak eine Sinnkrise erleidet, weil Horde Prime doch nicht unbesiegbar ist, reist die Rebellion nach Krytis. Der Planet ist aufgrund Kolonisation durch die Gründer und später die Horde praktisch zerstört, besitzt allerdings noch Unmengen an mächtiger, magischer Energie. Sie kommen zu dem Schluss, dass Magie Horde Primes größte Schwäche ist. Kurze Zeit später treffen sie auf Melog, ein katzenartiges, magisches Wesen und letztem Vertreter seiner Spezies. Melog freundet sich mit Catra an und hilft den Rebellen, Horde Primes Blockade zu durchbrechen. |           |                                |                           |                  |                  |
| 48 | 9         | Ein kranker Wind               | An Ill Wind               | Kiki Manrique    | Laura Sreebny    |
| Wieder in Etheria machen sich Adora und ihre Verbündeten daran, die von der Horde besetzte Stadt Erelandia zu infiltrieren. Dort werden sie allerdings von Spinnerella angegriffen und ihnen gelingt es nur dank Netossas Hilfe, diesen Kampf zu überstehen. Sie starten einen zweiten Versuch und befreien Erelandia, Netossa kann ihre Ehefrau davon überzeugen, sie gehen zu lassen, nachdem sie kurz deren Gedankenkontrolle unterbricht. Horde Prime macht sich daraufhin auf den Weg nach Etheria, um persönlich gegen die Rebellion zu kämpfen, während er einen ihm unbekannten Feind im umprogrammierten Hordak erhält, der langsam einen Groll gegen Horde Prime hegt, ohne die genauen Gründe dafür zu kennen. |           |                                |                           |                  |                  |
| 49 | 10        | Rückkehr in die Schreckenszone | Return to the Fright Zone | Mandy Clotworthy | M. Willis        |
| Adora und die anderen machen sich auf den Weg in die Schreckenszone, um ihre gefangen genommen Mitstreiterinnen zu befreien, während Bow und Glimmer nach Lance und George suchen. Adora, Catra, Perfuma, Netossa und Melog betreten heimlich die Schreckenszone, werden dort aber in einem Hinterhalt von Spinnerella, Mermista und Scorpia angegriffen, die Opfer der Gedankenkontrolle wurden. Adoras Wandlungsfähigkeit ist zudem eingeschränkt, sie und Perfuma werden von Horde Prime gefangen genommen, während Netossa Spinnerellas Kontroll-Chip unschädlich macht. Horde Prime eröffnet Adora und Perfuma, dass Herz von Etheria auch ohne She-Ra aktivieren zu können, danach soll Scorpia die beiden hinrichten. Die weigert sich allerdings, weil sie mit einem Teil ihrer alten Persönlichkeit immer noch ihre Freunde erkennt. Bow und Glimmer treffen derweil auf Bows Väter George und Lance, die den beiden erklären, eine alte Botschaft gefunden zu haben. Danach gibt es ein Notsystem, mit dem das Herz für immer deaktiviert werden kann, anschließend befreit Glimmer ihre Freunde aus der Schreckenszone. |           |                                |                           |                  |                  |
| 50 | 11        | Notsystem                      | Failsafe                  | Mandy Clotworthy | Katherine Nolfi  |
| Shadow Weaver und Castaspella erläutern, dass sich das Notsystem unter den Ruinen von Mystacor befindet. Unter der Führung von Shadow Weaver begeben sich die Rebellen dorthin und findet das Notsystem, allerdings muss es mit einem Träger verbunden werden, der stark genug ist, die magischen Kräfte zu überleben, die vom Herz bei der Deaktivierung freigesetzt werden. Nur She-Ra kommt dafür in Frage. Als die Gruppe von Micah angegriffen wird, verwandelt sich Adora in She-Ra und wird so mit dem Notsystem verbunden. Catra setzt sich mit Melog von den anderen ab, da sie den Gedanken, Adora während des letzten Kampfs um Etheria zu verlieren, nicht ertragen kann. Entrapta arbeitet daran, Horde Primes Gedankenkontroll-System vom Netz zu nehmen, bevor die Kontroll-Chips vollständig Teil ihrer Träger werden. Sie trifft wieder auf Hordak, der allerdings aufgrund seiner früheren Erinnerungen an ihre gemeinsame Zeit eher verstört als erfreut ist. |           |                                |                           |                  |                  |
| 51 | 12        | Das Herz – Teil 1              | Heart Part 1              | Jen Bennett      | Josie Campbell   |
| Die Rebellion bereitet sich auf den finalen Kampf gegen Horde Prime vor. Während die anderen eine Ablenkung inszenieren, damit Entrapta das Gedankenkontroll-System zerstören kann, begeben sich Adora, Glimmer und Bow zum Herz von Etheria. Adora lässt ihre Freunde aber zurück und will Horde Prime alleine angreifen, der gerade dabei ist, die alten Schutzmechanismen zu infizieren und das Herz zu aktivieren. Als er Entraptas Sabotage bemerkt, teleportiert er sie auf sein Schiff. Weil Catra Angst um Adoras Sicherheit hat, folgt sie ihrer Freundin in die Tiefen nach, während Bow, Glimmer und Melog die anderen Prinzessinnen befreien wollen. Die Gruppe wird von Mermista und Scorpia angegriffen. Sea Hawk gelingt es, Mermista lange genug abzulenken, damit Perfuma ihren Chip ausschalten kann, Scorpia flieht allerdings und attackiert Bow, während Micah Glimmer konfrontiert. Unterdessen findet Adora kurz vor ihrem Ziel eine Gründer-Projektion ihrer Vorgängerin Mara. Ihr Gespräch wird von Horde Prime unterbrochen, der Adora mit einem Wächtermonster der Gründer zurücklässt, das sie verletzt. |           |                                |                           |                  |                  |
| 52 | 13        | Das Herz – Teil 2              | Heart Part 2              | Kiki Manrique    | Noelle Stevenson |
| Catra und Shadow Weaver eilen Adora zu Hilfe, als erstere auch in die Fänge des Wächters gerät. Shadow Weaver opfert sich und stirbt beim Kampf gegen das Monster. Adora und Catra erreichen das Herz, während sich um sie herum Horde Primes Infektion der alten Gründeranlagen ausbreitet. Unterdessen gewinnt Glimmer Glimmer ihren Kampf gegen Micah, Bow gelingt es, das Gedankenkontroll-System zu deaktivieren. Er fordert alle Bewohner Etherias auf, gegen Horde Prime aufzubegehren. Auf dessen Schiff erinnert sich Hordak an seine Vergangenheit und stellt sich gegen Horde Prime, um Entrapta zu beschützen. Horde Prime ergreift jedoch Besitz von Hordaks Körper und beschließt, Etheria zu zerstören, auch wenn dies seinen eigenen Tod bedeutet. Währenddessen kann sich Adora wegen Primes Infektion nicht in She-Ra verwandeln. Catra gesteht ihr daraufhin ihre Liebe und küsst sie, worauf Adora genug Kraft für die Aktivierung des Notsystems und die Verwandlung in She-Ra erhält. Sie besiegt Horde Prime, rettet Hordak und setzt die gespeicherte magische Energie des Planeten frei. Nach dem Ende des Kriegs um Etheria beschließen Adora und ihre Freunde, die gesamte Magie im Universum wieder an ihre richtigen Orte zu bringen. |           |                                |                           |                  |                  |
| Am 15. Mai 2020 wurden alle Folgen der Staffel gleichzeitig bei Netflix veröffentlicht. |           |                                |                           |                  |                  |

## Kurzfolgen
Die Kurzfolgen wurden auf dem offiziellen YouTube-Kanal von Masters of the Universe in regelmäßigen Abständen hochgeladen. In Deutschland waren sie kurz darauf auf dem deutschen YouTube-Kanal von Dreamworks zu sehen.

### Swift Wind Adventures (Neue Geschichten von Swift Wind)
| Nr. | Deutscher Titel             | Originaltitel               | Erstausstrahlung USA | Deutschsprachige Erstausstrahlung (D) | Regie       | Drehbuch        |
| --- | --------------------------- | --------------------------- | -------------------- | ------------------------------------- | ----------- | --------------- |
| 1   | Vorbereitung auf den Kampf! | Unicorn Warrior Training!   | 12. Juni 2019        | 13. Juni 2019                         | Roy Burdine | Laura Sreebny   |
| 2   | Abenteuer beim Armdrücken!  | Arm Wrestling Revenge!      | 19. Juni 2019        | 20. Juni 2019                         | Roy Burdine | Katherine Nolfi |
| 3   | Geburtstagsparty!           | A Princess Birthday Party!  | 26. Juni 2019        | 27. Juni 2019                         | Roy Burdine | Josie Campbell  |
| 4   | Abenteuer beim Hausarrest!  | Grounded Glimmer Jailbreak! | 3. Juli 2019         | 4. Juli 2019                          | Roy Burdine | M. Willis       |
| 5   | Abenteurer mit She-Ra!      | Horse Hero Transformation!  | 10. Juli 2019        | 11. Juli 2019                         | Roy Burdine | Josie Campbell  |

### Princess Rebel Recruitment (Die Rekrutierung der Rebellen-Prinzessinnen)
| Nr. | Deutscher Titel                                                 | Originaltitel                    | Erstausstrahlung USA | Deutschsprachige Erstausstrahlung (D) | Regie       | Drehbuch |
| --- | --------------------------------------------------------------- | -------------------------------- | -------------------- | ------------------------------------- | ----------- | -------- |
| 1   | Bow                                                             | Bow Begins the Fight             | 29. Aug. 2019        | 29. Aug. 2019                         | Roy Burdine | -        |
| 2   | Glimmer + Angella                                               | Glimmer Wants YOU to Join        | 5. Sep. 2019         | 5. Sep. 2019                          | Roy Burdine | -        |
| 3   | Die Rekrutierung der Rebellen-Prinzessinnen präsentiert She-Ra! | From Adora to She-Ra             | 12. Sep. 2019        | 12. Sep. 2019                         | Roy Burdine | -        |
| 4   | Meditation mit Perfuma                                          | Meditation with Perfuma          | 19. Sep. 2019        | 19. Sep. 2019                         | Roy Burdine | -        |
| 5   | Mermista ist die Coolste!                                       | Mermista is the Coolest          | 26. Sep. 2019        | 26. Sep. 2019                         | Roy Burdine | -        |
| 6   | Entrapta hat Bow ausgeraubt                                     | Entrapta Stole Bow's Tracker Pad | 3. Okt. 2019         | 3. Okt. 2019                          | Roy Burdine | -        |
| 7   | Die Böse Horde ist wirklich BÖSE                                | The Evil Horde is EVIL           | 10. Okt. 2019        | 10. Okt. 2019                         | Roy Burdine | -        |